# 사투르누스

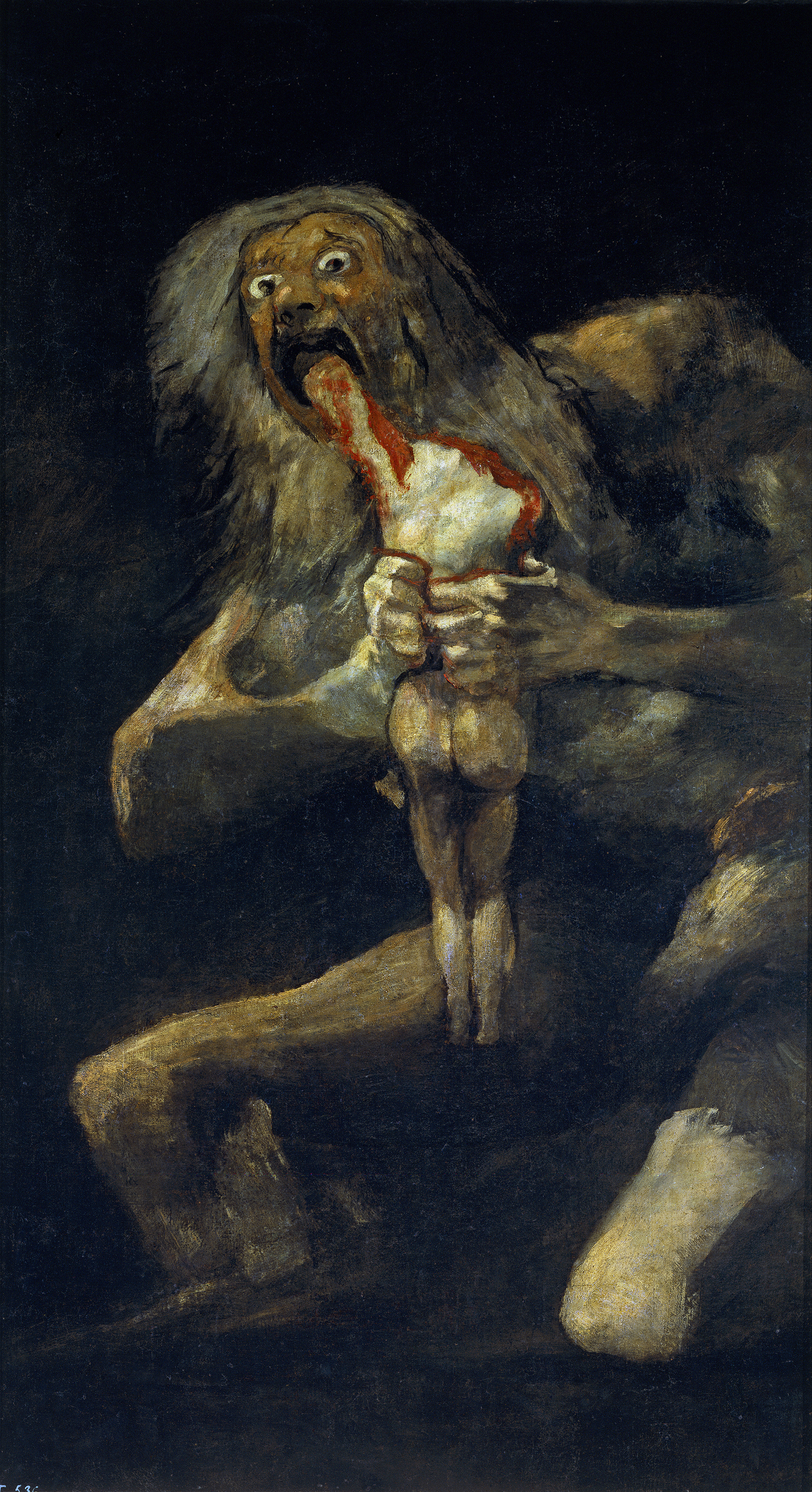
프란시스코 고야, 〈자식을 잡아먹는 사투르누스〉

사투르누스(라틴어: Saturnus)는 로마 신화의 농업의 남신이다. 그리스 신화의 크로노스와 동일시된다. 영어로는 새턴(Saturn)이라고 부른다.
기원전 497년경 포로 로마노에 사투르누스 신전이 세워졌다. 고대 로마에서는 12월 17일부터 24일까지 사투르누스를 위한 '사투르날리아'라는 축제가 열렸는데, 이것은 크리스마스의 기원이 되었다.

## 같이 보기
- 크로노스
- 토성